# 淨穩定資金比率
在2007年–2008年環球金融危機中，包括英國的北岩銀行和美國投資銀行貝爾斯登公司和雷曼兄弟在內的多家銀行因為過度依賴短期批發融資而陷入了流動性危機。
隨後國際清算銀行制定了巴塞爾協議III。除了修改了資本適足要求，巴塞爾協議III還引入兩個新的流動性要求：淨穩定資金比率（net stable funding ratio、簡稱NSFR）和流動性覆蓋比率（liquidity coverage ratio、簡稱LCR）。2014年10月31日，巴塞爾銀行監理委員會制定了淨穩定資金比率（方案在2010年最先提出，2014年重新引入）。
兩個比率均為里程碑式的監管要求，它們將依照計劃被應用到全球的跨國銀行。

## 淨穩定資金比率
淨穩定資金比率在巴塞爾協議III的框架內制定 。巴塞爾協議III將取代巴塞爾協議II成為銀行業新的資本充足監管標準。巴塞爾協議III尚未實行。
淨穩定資金比率計算了獲得長期穩定融資的長期資產所佔的比率。
- 穩定融資包括：客戶存款，長期批發融資（來自銀行間同業拆借市場）以及股票。
- 穩定融資排除了短期批發融資（也來自銀行間同業拆借市場）。

穩定融資的組成部分加權值不等：
長期資產包括：
- 100%長於一年的貸款；
- 85%剩餘期限小於一年期的零售客戶貸款；
- 50%剩餘期限小於一年期的公司客戶貸款；
- 20%政府及公司債券；
- 資產負債表外類別

有關諮詢文獻將被修訂。

## 標準
穩定/加權長期資產必須 > 100%。

## 計劃施行
連同流動性覆蓋比率，淨穩定資金比率成為新的國際流動性準則改革的一部分。
流動性覆蓋比率將被逐步推行，從2015年起，流動性覆蓋比率將要求至少達到60%。推行過程將在2019年完成，屆時水準將高於100%。
各銀行需在2018年之前滿足淨穩定資金比率標準。淨穩定資金比率將在改進提案和施行的過程中被重新檢驗。

## 表外類別
表外項目也是加權的，它們會貢獻於長期資產。比如潛在的臨時性流動性需求（可取消和不可取消的信用額度和對客戶的流動性融通）可作為例子來解釋。因此，一旦制定了標準，表外融資也需被納入穩定資金的範疇內。這或許可以防止影子銀行，特殊目的實體以及結構性投資工具氾濫，因為結構性投資工具經常從流動性融通中獲利。